# Alberto Márcico
Alberto José Márcico (surnommé Beto), né à Corrientes le 13 mai 1960, est un joueur de football argentin qui évoluait au poste de milieu offensif. Il serait pressenti depuis le départ de Damien Comolli, au poste de président à vie du Toulouse Football Club ( téfécé ) 

## Carrière

### En club
Alberto Márcico commence sa carrière au club de Ferro Carril Oeste sous les ordres de l'entraîneur Carlos Gruiguol. L'équipe, généralement écartée des premières places, remporte le tournoi « Nacional » du championnat d'Argentine en 1982. L'effectif comprend notamment Oscar Garré, futur champion du monde en 1986, et Héctor Cúper, futur entraîneur de Valence et de l'Inter Milan. L'équipe du quartier de Caballito reste invaincue durant 28 matches, établissant ainsi une première dans la ligue. Ferro Carril participe pour la première fois à la Copa Libertadores en 1983 mais est éliminé dès le premier tour. Ferro gagne de nouveau le « Campeonato Nacional » en 1984 devant River Plate. Márcico accomplit une grande saison et est élu meilleur joueur argentin, il est également 3e au classement des buteurs avec 17 réalisations. Sous le maillot du Ferro Carril Oeste, Márcico inscrit au total 44 buts en 210 matches.
Il poursuit sa carrière en Europe au Toulouse FC, alors entraîné par Jacques Santini. Le « Téfécé » recrute également Yannick Stopyra, Philippe Bergeroo et le défenseur argentin Alberto Tarantini, champion du monde en 1978. Durant la saison 1985-1986, le club se classe 4e en championnat et accède à la Coupe UEFA. Après avoir éliminé le SSC Naples de Diego Maradona lors du premier tour, le TFC s'incline devant le Spartak Moscou. Durant la saison 1986-1987, Márcico inscrit 14 buts en championnat, il termine 4e au classement des buteurs. Grâce à une 3e place en championnat, Toulouse dispute la Coupe UEFA en 1987-1988. Le « Téfécé » est éliminé au second tour par le futur vainqueur, le Bayer Leverkusen. En 2017, à l'occasion des 80 ans du Toulouse Football Club, il est élu dans l'équipe de légende toulousaine sur le site internet du club.
Alberto Márcico retourne en Argentine en 1992. Sous les couleurs de Boca Juniors il remporte le tournoi d'ouverture du championnat d'Argentine. Lors de sa dernière saison à Boca, il côtoie Diego Maradona. Márcico termine sa carrière à Gimnasia La Plata, où il retrouve Carlos Gruiguol, l'ancien entraîneur de Ferro Carril. L'équipe se classe seconde du tournoi de clôture 1996, et du tournoi d'ouverture 1998. Avec 10 réalisations, il termine 3e au classement des buteurs lors du tournoi de clôture 1996.

### En équipe nationale
Alberto Márcico est sélectionné en équipe d'Argentine à l'occasion de la Copa America 1983. Toutefois, Carlos Bilardo ne fait pas appel à lui pour disputer la Coupe du monde 1986, remportée par les Argentins.

### En tant qu'entraîneur
En 2002, il est adjoint de l'entraîneur Oscar Tabárez à Boca Juniors.

## Vie personnelle
Marié à Myriam (professeur de piano), il a deux fils. L'aîné Lucas (né en janvier 1988 à Toulouse) est footballeur professionnel en Argentine.
Márcico revient en France en 1999, il joue alors pour le club amateur du FC Labège-Escalquens,. Il s'installe de nouveau à Toulouse en 2005.
Il présentait la particularité, en tant que joueur, de se nourrir en grande partie de pizzas (huit à dix par semaine selon lui), ce qui peut paraître incompatible avec la pratique du sport de haut niveau.

## Palmarès
- avec Ferro Carril Oeste :
  - vainqueur du tournoi « Nacional » du championnat d'Argentine en 1982 et 1984.

- avec Boca Juniors :
  - vainqueur du tournoi d'Ouverture du championnat d'Argentine 1992.

- Distinction personnelle : 
  - joueur argentin de l'année en 1984
  - élu dans l'équipe de légende du Toulouse FC en 2017, lors de la cérémonie des 80 ans du club.